# 屈里莱西维耶
屈里莱西维耶（法語：Cuiry-lès-Iviers，法語發音：[kɥiʁi lɛ.z‿ivje]，意为“伊维耶附近的屈里”）是法国上法蘭西大區埃纳省的一个市镇，属于拉昂区。

## 地理
屈里莱西维耶（49°45'41"N, 4°6'35"E）面积4.79 平方千米，位于法国上法蘭西大區埃纳省，该省份为法国北部内陆省份，北起北部省，西接索姆省和瓦兹省，东临阿登省和马恩省，西南至塞纳-马恩省，东北部与比利时接壤。
与屈里莱西维耶接壤的市镇（或旧市镇、城区）包括：阿尔雄、科安、多伊、伊维耶、蒂耶拉什地区莫尔尼、圣克莱芒。
屈里莱西维耶的时区为UTC+01:00、UTC+02:00（夏令时）。

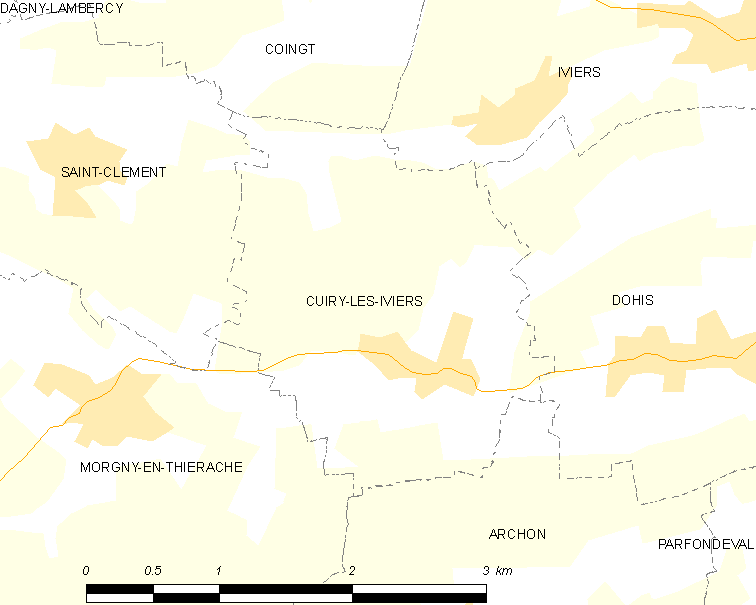
屈里莱西维耶的OSM定位图

## 行政
屈里莱西维耶的邮政编码为02360，INSEE市镇编码为02251。

## 政治
屈里莱西维耶所属的省级选区为韦尔万县。

## 人口

1962-2008年间屈里莱西维耶人口变化图示

屈里莱西维耶于2022年1月1日时的人口数量为26人。